# Hajdhagskogens naturreservat
Hajdhagskogens naturreservat är ett naturreservat  i Othems och Lärbro socknar  i Region Gotland på Gotland.
Området är naturskyddat sedan 2020 och är 276 hektar stort. Reservatet ligger strax öster om Othem och består av alvarmark, våtmarker och gammal barrskog.